# Кубок ярмарків 1958—1960
Другий Кубок ярмарків між містами відбувся між 1958 і 1960 роками й був виграний «Барселоною» вдруге поспіль. В черговий раз ряд країн послали представницьку команду одного з головних своїх міст, хоча Лондон був представлений «Челсі», а Копенгаген XI в основному складався з гравців «Фрема» і грав у їхніх кольорах.

## Перший раунд
| Команда 1           | Заг. | Команда 2        | 1-й матч | 2-й матч |
| ------------------- | ---- | ---------------- | -------- | -------- |
| «Уніон Сент-Жілуаз» | 6–2  | Лейпциг XI       | 6–1      | 0–1      |
| «Ганновер 96»       | 2–4  | «Рома»           | 1–3      | 1–1      |
| Кельн XI            | 2–4  | «Бірмінгем Сіті» | 2–2      | 0–2      |
| Загреб XI           | 4–3  | «Уйпешт Дожа»    | 4–2      | 0–1      |
| Копенгаген XI       | 2–7  | «Челсі»          | 1–3      | 1–4      |
| Белград XI          | 11–4 | «Лозанна-Спорт»  | 6–1      | 5–3      |
| Базель XI           | 3–7  | «Барселона»      | 1–2      | 2–5      |
| «Інтернаціонале»    | 8–1  | «Ліон»           | 7–0      | 1–1      |

### Перший матч
| 29 жовтня 1958 |

| «Уніон Сент-Жілуаз»                                              | 6–1 | Лейпциг XI  |
| ---------------------------------------------------------------- | --- | ----------- |
| ван ден Берг 12', 51' ван Ковелерт 16', 62' ван Дормель 40', 59' |     | Шербарт 86' |

| Стад Жозеф Марієн, Брюссель |

| 9 листопада 1958 |

| «Ганновер 96»  | 1–3 | «Рома»                     |
| -------------- | --- | -------------------------- |
| Келлерманн 69' |     | Тассо 25' да Коста 74' 78' |

| Нідерзаксенштадіон, Ганновер |

| 14 жовтня 1958 |

| Кельн XI               | 2–2 | «Бірмінгем Сіті»  |
| ---------------------- | --- | ----------------- |
| Брюнгс 7' Пфайффер 12' |     | Ніл 40' Гупер 60' |

| Мюнгерсдорфер Штадіон, Кельн |

| 26 листопада 1958 |

| Загреб XI                                     | 4–2 | «Уйпешт Дожа»       |
| --------------------------------------------- | --- | ------------------- |
| Дьорвар 19' (аг) Єркович 33', 55' Лакович 70' |     | Суса 31' Бенчич 40' |

| Максимір, Загреб |

| 30 вересня 1958 |

| Копенгаген XI | 1–3 | «Челсі»                            |
| ------------- | --- | ---------------------------------- |
| Гронеманн 25' |     | Гаррісон 13' Грівз 54' Ніколас 90' |

| Копенгагенський спортивний парк, Копенгаген |

| 24 вересня 1958 |

| Белград XI                                                             | 6–1 | «Лозанна-Спорт» |
| ---------------------------------------------------------------------- | --- | --------------- |
| М. Милутинович 40', 88' Костич 58', 63' Митич 65' Огнянович 67' (пен.) |     | Єнссон 2'       |

| Молодіжний стадіон, Белград |

| 12 листопада 1958 |

| Базель XI | 1–2 | «Барселона»              |
| --------- | --- | ------------------------ |
| Госп 76'  |     | Еварісто 54' Женсана 80' |

| Санкт-Якоб, Базель |

| 10 грудня 1958 |

| «Інтернаціонале»                                        | 7–0 | «Ліон» |
| ------------------------------------------------------- | --- | ------ |
| Анджелілло 17' 28' Фірмані 37' 72' 75' 79' Ліндског 56' |     |        |

| Арена Чівіка, Мілан |

### Другий матч
| 4 березня 1959 |

| Лейпциг XI  | 1–0 | «Уніон Сент-Жілуаз» |
| ----------- | --- | ------------------- |
| Шербарт 64' |     |                     |

| Бруно-Плахе-Штадіон, Лейпциг |

«Уніон Сент-Жілуаз» виграв 6–2 за сумою двох матчів.
| 7 січня 1959 |

| «Рома»    | 1–1 | «Ганновер 96» |
| --------- | --- | ------------- |
| Тассо 23' |     | Голлнов 4'    |

| Стадіо дей Центоміла, Рим |

«Рома» виграла 4–2 за сумою двох матчів.
| 11 листопада 1958 |

| «Бірмінгем Сіті»      | 2–0 | Кельн XI |
| --------------------- | --- | -------- |
| Ларкін 59' Тейлор 67' |     |          |

| Сент-Ендрюс, Бірмінгем |

«Бірмінгем Сіті» виграв 4–2 за сумою двох матчів.
| 3 грудня 1958 |

| «Уйпешт Дожа» | 1–0 | Загреб XI |
| ------------- | --- | --------- |
| Сіні 73'      |     |           |

| Мег'єрі ют, Будапешт |

Загреб XI виграв 4–3 за сумою двох матчів.
| 4 листопада 1958 |

| «Челсі»                                | 4–1 | Копенгаген XI |
| -------------------------------------- | --- | ------------- |
| Ліс 6' (аг) Грівз 44', 70' Сіллетт 72' |     | Шене 7'       |

| Стемфорд Бридж, Лондон |

«Челсі» виграв 7–2 за сумою двох матчів.
| 22 жовтня 1958 |

| «Лозанна-Спорт»              | 3–5 | Белград XI                                        |
| ---------------------------- | --- | ------------------------------------------------- |
| Регамей 29' Сталдер 53', 62' |     | Рудинський 13', 75' Костич 32', 89' Шекуларац 87' |

| Стад Олімпік де ла Понтез, Лозанна |

Белград XI виграв 11–4 за сумою двох матчів.
| 6 січня 1959 |

| «Барселона»                                             | 5–2 | Базель XI                  |
| ------------------------------------------------------- | --- | -------------------------- |
| Вільяверде 15' Цибор 23', 86' Еварісто 34' Гонсалес 55' |     | Гюгі 69' (пен.) Бюргер 77' |

| Камп Ноу, Барселона |

«Барселона» виграла 7–3 за сумою двох матчів.
| 14 січня 1959 |

| «Ліон»    | 1–1 | «Інтернаціонале» |
| --------- | --- | ---------------- |
| Коссу 19' |     | Роватті 70'      |

| Жерлан, Ліон |

«Інтернаціонале» виграв 8–1 за сумою двох матчів.

## Чвертьфінали
| Команда 1           | Заг. | Команда 2        | 1-й матч | 2-й матч |
| ------------------- | ---- | ---------------- | -------- | -------- |
| «Уніон Сент-Жілуаз» | 3–1  | «Рома»           | 2–0      | 1–1      |
| «Бірмінгем Сіті»    | 4–3  | Загреб XI        | 1–0      | 3–3      |
| «Челсі»             | 2–4  | Белград XI       | 1–0      | 1–4      |
| «Барселона»         | 8–2  | «Інтернаціонале» | 4–0      | 4–2      |

### Перший матч
| 22 квітня 1959 |

| «Уніон Сент-Жілуаз»         | 2–0 | «Рома» |
| --------------------------- | --- | ------ |
| ван Дормель 35' Янссенс 61' |     |        |

| Стад Жозеф Марієн, Брюссель |

| 6 травня 1959 |

| «Бірмінгем Сіті» | 1–0 | Загреб XI |
| ---------------- | --- | --------- |
| Ларкін 41'       |     |           |

| Сент-Ендрюс, Бірмінгем |

| 29 квітня 1959 |

| «Челсі»     | 1–0 | Белград XI |
| ----------- | --- | ---------- |
| Брабрук 30' |     |            |

| Стемфорд Бридж, Лондон |

| 7 травня 1959 |

| «Барселона»                                          | 4–0 | «Інтернаціонале» |
| ---------------------------------------------------- | --- | ---------------- |
| Мартінес 11' Рібеллес 34' Вільяверде 77' Сегарра 81' |     |                  |

| Камп Ноу, Барселона Глядачів: 50,000 Арбітр: Луї Фокемберг (Франція) |

### Другий матч
| 13 травня 1959 |

| «Рома»       | 1–1 | «Уніон Сент-Жілуаз» |
| ------------ | --- | ------------------- |
| да Коста 23' |     | ван ден Берг 49'    |

| Стадіо дей Центоміла, Рим |

«Уніон Сент-Жілуаз» виграв 3–1 за сумою двох матчів.
| 24 травня 1959 |

| Загреб XI                    | 3–3 | «Бірмінгем Сіті»          |
| ---------------------------- | --- | ------------------------- |
| Дворнич 52', 72' Гасперт 87' |     | Ларкін 32', 62' Гупер 47' |

| Максимір, Загреб |

«Бірмінгем Сіті» виграв 4–3 за сумою двох матчів.
| 13 травня 1959 |

| Белград XI                                  | 4–1 | «Челсі»     |
| ------------------------------------------- | --- | ----------- |
| Петакович 3' Михайлович 42', 86' Костич 65' |     | Брабрук 51' |

| Молодіжний стадіон, Белград |

Белград XI виграв 4–2 за сумою двох матчів.
| 30 вересня 1959 |

| «Інтернаціонале»          | 2–4 | «Барселона»                    |
| ------------------------- | --- | ------------------------------ |
| Фірмані 50' Мерегетті 59' |     | Мартінес 9' 74' Кубала 51' 89' |

| Сан-Сіро, Мілан Глядачів: 30,000 Арбітр: Кен Астон (Англія) |

«Барселона» виграла 8–2 за сумою двох матчів.

## Півфінали
| Команда 1           | Заг. | Команда 2        | 1-й матч | 2-й матч |
| ------------------- | ---- | ---------------- | -------- | -------- |
| «Уніон Сент-Жілуаз» | 4–8  | «Бірмінгем Сіті» | 2–4      | 2–4      |
| Белград XI          | 2–4  | «Барселона»      | 1–1      | 1–3      |

### Перший матч
| 7 жовтня 1959 |

| «Уніон Сент-Жілуаз»         | 2–4 | «Бірмінгем Сіті»                           |
| --------------------------- | --- | ------------------------------------------ |
| Янссенс 9' ван Ковелерт 46' |     | Гупер 25' Гордон 39' Тейлор 72' Баррет 79' |

| Стад Жозеф Марієн, Брюссель |

| 28 жовтня 1959 |

| Белград XI | 1–1 | «Барселона»  |
| ---------- | --- | ------------ |
| Костич 69' |     | Еварісто 44' |

| Молодіжний стадіон, Белград |

### Другий матч
| 11 листопада 1959 |

| «Бірмінгем Сіті»                            | 4–2 | «Уніон Сент-Жілуаз»           |
| ------------------------------------------- | --- | ----------------------------- |
| Гордон 15', 63' Ларкін 32' Гупер 89' (пен.) |     | Янссенс 60' Дірікс 78' (пен.) |

| Сент-Ендрюс, Бірмінгем |

«Бірмінгем Сіті» виграв 8–4 за сумою двох матчів
| 9 грудня 1959 |

| «Барселона»                         | 3–1 | Белград XI     |
| ----------------------------------- | --- | -------------- |
| Кубала 5' Еварісто 57' Мартінес 85' |     | Михайлович 43' |

| Камп Ноу, Барселона |

«Барселона» виграла 4–2 за сумою двох матчів

## Фінал

### Перший матч
| 29 березня 1960 19:15 |

| «Бірмінгем Сіті» | 0–0   | «Барселона» |
| ---------------- | ----- | ----------- |
|                  | [ 2 ] |             |

| Сент-Ендрюс, Бірмінгем Глядачів: 40,524 Арбітр: Люсьєн ван Нуффель (Бельгія) |

### Другий матч
| 4 травня 1960 20.30 |

| «Барселона»                        | 4–1   | «Бірмінгем Сіті» |
| ---------------------------------- | ----- | ---------------- |
| Мартінес 3' Цибор 6', 48' Колл 78' | [ 2 ] | Гупер 82'        |

| Камп Ноу, Барселона Глядачів: 70,000 Арбітр: Люсьєн ван Нуффель (Бельгія) |

«Барселона» виграла 4–1 за сумою двох матчів